# Euchlaena tigrinaria
Euchlaena tigrinaria är en fjärilsart som beskrevs av Achille Guenée 1858. Euchlaena tigrinaria ingår i släktet Euchlaena och familjen mätare. Inga underarter finns listade i Catalogue of Life.

## Bildgalleri

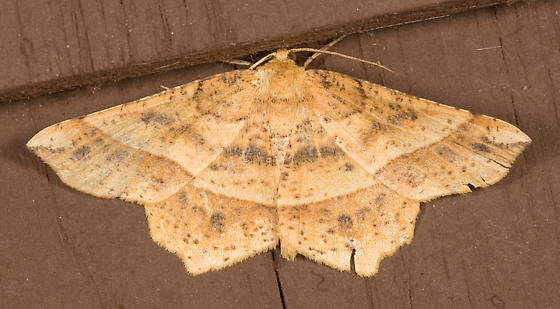